# Wilhelm Christian Friedrich Bock

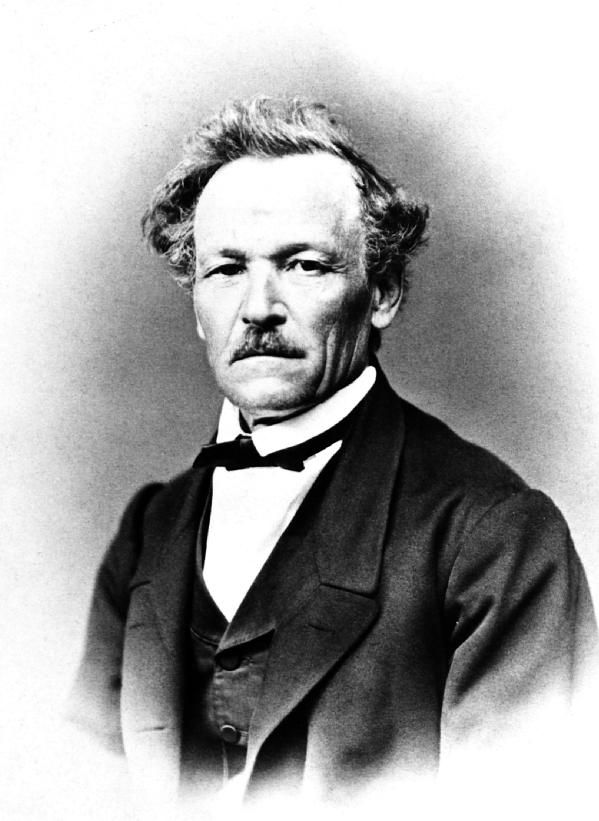
Wilhelm Christian Friedrich Bock

Wilhelm Christian Friedrich Bock (* 26. Dezember 1815 in Stadtsulza; † 9. April 1888 in Weimar) war Oberbürgermeister der Stadt Weimar.

## Leben
Der Kammersekretär Bock übernahm 1851 das Amt des Ersten Bürgermeisters der Stadt Weimar und wurde noch im selben Jahr zum Oberbürgermeister ernannt. Er wurde damit Nachfolger von Karl Georg Hase. Während seiner Amtszeit als Oberbürgermeister wurde 1855 das Gaswerk errichtet, das die Stadtbeleuchtungsfrage löste, sowie die städtische Realschule. 1867 wechselte er als Bezirksdirektor nach Apolda und war auch als Landtagsabgeordneter tätig. Sein Nachfolger als Oberbürgermeister in Weimar wurde deshalb Otto Schäffer. Als Geheimer Regierungsrat trat Bock in den Ruhestand. Er verbrachte seine letzten Lebensjahre wieder in Weimar. Er war Ehrenbürger von Weimar.
Sein Grab befindet sich auf dem Weimarer Hauptfriedhof.

## Ehrung
Seit 1890 ist die Bockstraße in Weimar nach ihm benannt.

## Werke
- Wilhelm Bock: Die Stadt Weimar, ihre Verwaltung und ihre Anstalten in den Jahren 1861 und 1862, Weimar 1862.